# Winter (condado de Sawyer, Wisconsin)
Winter es un pueblo ubicado en el condado de Sawyer en el estado estadounidense de Wisconsin. En el Censo de 2010 tenía una población de 960 habitantes y una densidad poblacional de 1,3 personas por km².

## Geografía
Winter se encuentra ubicado en las coordenadas 45°45′48″N 90°53′17″O / 45.76333, -90.88806. Según la Oficina del Censo de los Estados Unidos, Winter tiene una superficie total de 738.65 km², de la cual 724.73 km² corresponden a tierra firme y (1.88%) 13.92 km² es agua.

## Demografía
Según el censo de 2010, había 960 personas residiendo en Winter. La densidad de población era de 1,3 hab./km². De los 960 habitantes, Winter estaba compuesto por el 90.31% blancos, el 4.79% eran afroamericanos, el 1.04% eran amerindios, el 0.52% eran asiáticos, el 0% eran isleños del Pacífico, el 0.21% eran de otras razas y el 3.13% pertenecían a dos o más razas. Del total de la población el 1.15% eran hispanos o latinos de cualquier raza.